# Cocosaten

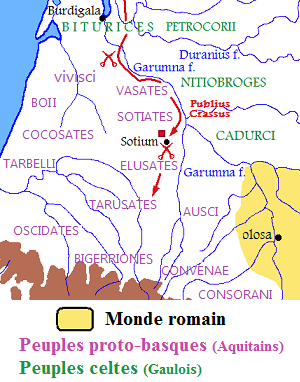
Feldzug in Aquitanien 56 v. Chr.

Die Cocosaten, auch Kokosaten, (lateinisch Cocosates) waren ein vermutlich keltischer Stamm, dessen Wohnsitz in der späteren römischen Provinz Gallia Aquitania im Westteil des heutigen Départements Landes nördlich des Flusses Adour lag. Im Mittelalter entstand dort die Baronie Brassenx mit dem Hauptort Arjuzanx. Im Süden grenzte ihr Land an das der Tarbeller, im Norden an das ursprüngliche Siedlungsgebiet der Boier. Der Stammesname leitet sich möglicherweise entweder vom baskischen *kokots „(Kinn“) oder vom Proto-Baskischen *koiz, *coç („Hügel“, „Anhöhe“) ab. Die Römer nannten sie Cocosates sexsignani, „Cocosaten der sechs Banner“, was einen Zusammenschluss von sechs Teilstämmen annehmen lässt. Der ursprüngliche Stadtname von Bazas, Cossium, könnte von den Cocosaten hergeleitet sein.
Im gallischen Krieg marschierte ein Unterfeldherr Caesars, der Legat Publius Licinius Crassus, im Jahr 56 v. Chr. in Aquitanien (der späteren römischen Provinz Novempopulana) ein. Nach einigen Siegen der Römer ergaben sich die meisten aquitanischen Stämme; namentlich genannt werden die Tarbeller, Bigerrionen, Ptianier, Vasaten (auch Vocaten), Tarusaten, Elusaten, Gater, Auscer, Garumner, Sibulaten und Cocosaten (De bello Gallico III 27). Ob die Namen, auch jener der Cocosates, eindeutig keltisch sind, kann nicht mit Sicherheit angegeben werden. Manche werden von einigen neuzeitlichen Autoren zu den Keltiberern gerechnet.